# Martin Greif

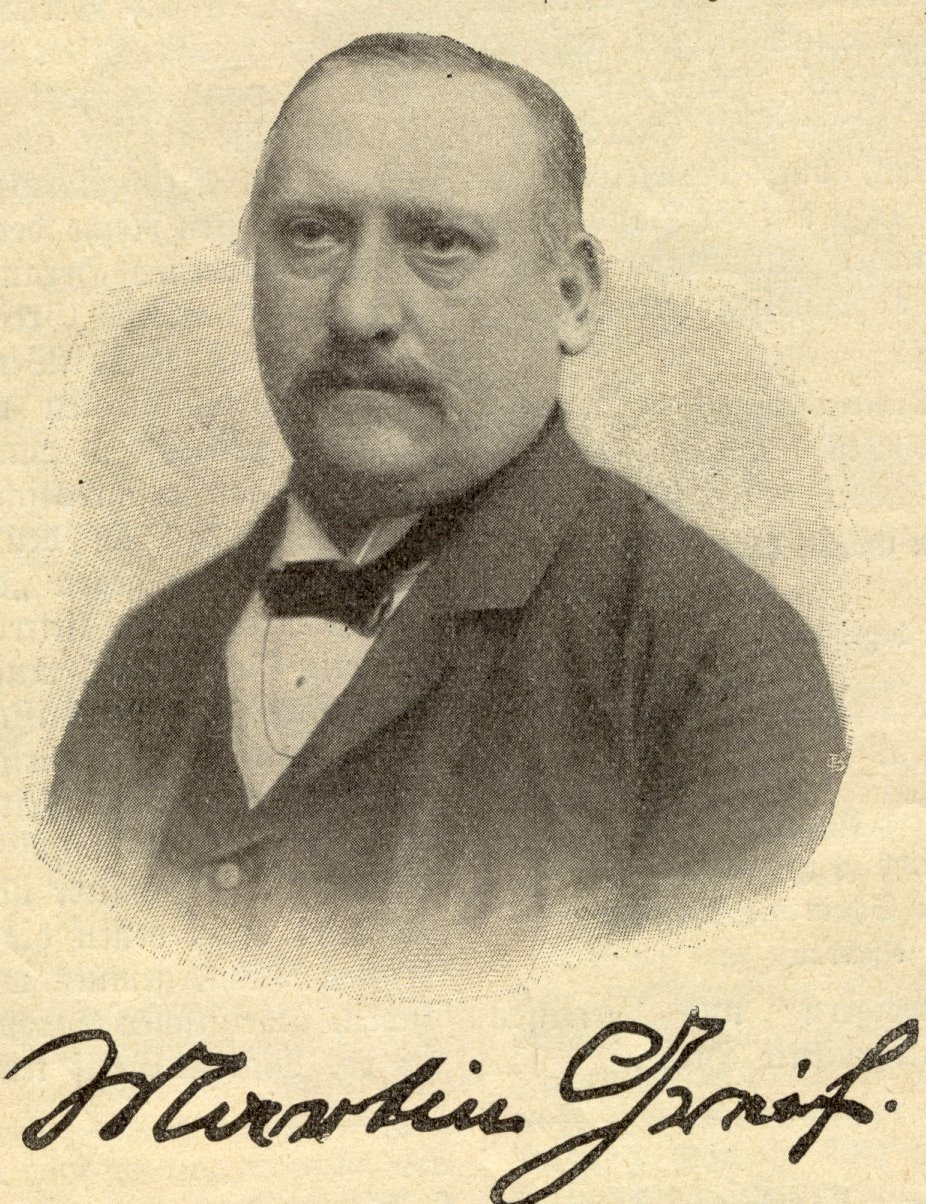

Martin Greif (eigentlich Friedrich Hermann Frey; * 18. Juni 1839 in Speyer; † 1. April 1911 in Kufstein) war ein deutscher Dichter.

## Leben
Friedrich Hermann Frey war der Sohn des Regierungsdirektors Max Frey (vormals Kabinettsrat des Königs Otto von Griechenland) und dessen Gattin Adelheid Friederike Ehrmann, Tochter des Speyerer Kreismedizinalrates Christian Ehrmann (genannt Stellwag), dem Adoptivsohn des Mediziners und Goethefreundes Johann Christian Ehrmann. Die Mutter war in ihrer Jugend von dem späteren Speyerer Bischof und Kölner Kardinal Johannes von Geissel als Hauslehrer betreut worden.
Ein Onkel Martin Greifs mütterlicherseits war der Speyerer Kreisarchivar und Maler Peter Gayer (1793–1836), sein Cousin dessen Sohn Karl Gayer (1822–1907), Professor der Forstwirtschaft und Rektor der Ludwig-Maximilians-Universität in München.

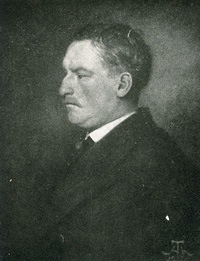
Martin Greif, gemalt von Hans Thoma

Martin Greif, Porträt in der Martin-Greif-Stube in Speyer

Der Vater wurde nach München versetzt, wohin die Familie übersiedelte. Nach dem Abitur trat Martin Greif in das bayrische Militär ein, wurde 1859 Offizier, nahm aber 1867, um ganz seiner Neigung zur schönen Literatur folgen zu können, seinen Abschied und ließ sich als freier Schriftsteller in München nieder, von wo aus er Reisen nach England, in die Niederlande, nach Spanien, Dänemark, Italien und in andere Länder unternahm. Bereits 1862 hatte er den Dichter Friedrich Rückert in Neuses besucht.
Durch Vermittlung Eduard Mörikes erschien 1868 bei Cotta das Buch Gedichte unter dem Pseudonym Martin Greif, das er seit 1882 auch als bürgerlichen Namen führen durfte. 1869 zog er nach Wien, wo durch Vermittlung Heinrich Laubes viele seiner Stücke mit Erfolg am Burgtheater aufgeführt wurden. Nach Laubes Weggang vom Burgtheater ging Greif nach München zurück und schrieb vaterländische Stücke für das bayerische Hof- und Nationaltheater.
Ab 1901 war er Ehrenmitglied der katholischen Studentenverbindung KDStV Aenania München.

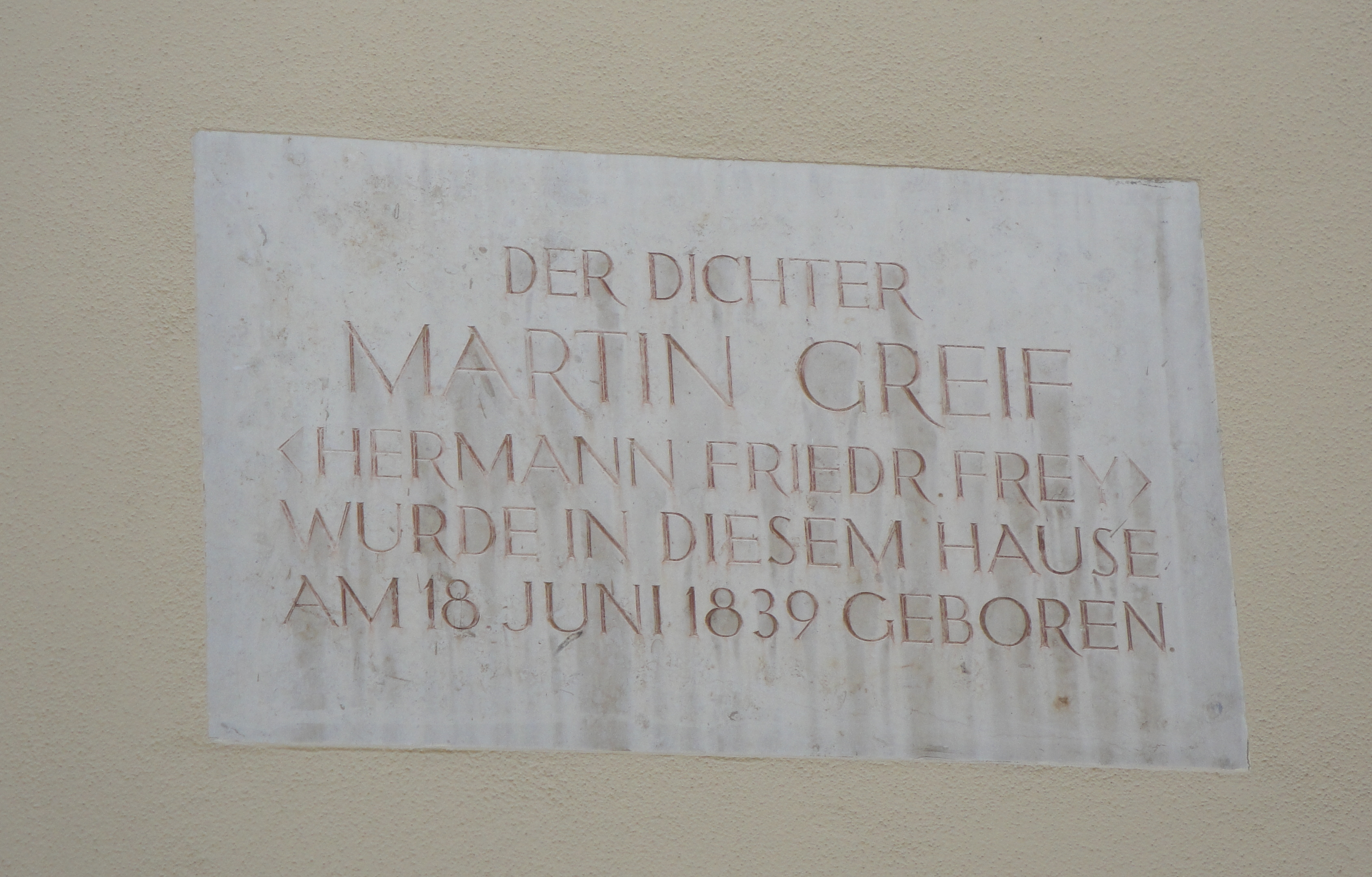
Inschriftentafel in der Webergasse 1 in Speyer

Nach langem Leiden starb Greif im Alter von 71 Jahren im Krankenhaus in Kufstein. Sein Grabmal, 1912 von dem Bildhauer Hermann Lang geschaffen, ist auf dem Friedhof der Kirche St. Peter und Paul in Zangberg (Ortsteil Palmberg) in der Nähe von Ampfing (bei Mühldorf am Inn) erhalten.

## Nachwirkung
Zahlreiche Gedichte von Martin Greif wurden vertont. Sein Drama über Agnes Bernauer gehört bis heute zum Repertoire Bayerischer Laientheater, z. B. in Vohburg an der Donau.
In Bayern und der Pfalz sind zahlreiche Straßen nach Martin Greif benannt u. a. in München, Regensburg und Ludwigshafen am Rhein. 2011 wurde in Speyer mit der Martin-Greif-Stube ein kleines Literaturmuseum zu Leben und Werk des Dichters eingerichtet.

## Wertungen
„Am besten gelungen sind seine Lieder, welche meist nur zwei oder drei Strophen, oft auch nur eine umfassen. Da ist jeder Vers von besonderem Reiz, in seiner Anspruchslosigkeit erquickend, in seiner Natürlichkeit herzgewinnend. Keine hochtrabende Ueberschwänglichkeit, keine auf Effect zielende Tendenz, kein gewaltsames Hervorzwängen ausgeklügelter Worte und Wortspiele. Ursprüngliche Kraft und überwältigende Wahrheit, eine leichte, gewandte Formbewegung, duftig zarte Phantasie und sinnige, lediglich einem warm empfindenden Herzen entsprossene Ideen sind die charakteristischen Eigenschaften der Greif’schen Muse. Mit wenigen Worten in uns die schönsten Gefühle und Stimmungen zu erwecken und erklingen zu lassen, ist seine Hauptstärke. […]
Man fühlt bei diesen wirklichkeitsfrohen Gedichten, daß man es hier mit einem wahren Dichter von Gottes Gnaden, mit einem echten, rechten Volksdichter zu thun hat. Denn nicht eine der Natur mechanisch und gedankenlos abgeschriebene Form, nicht falsch angewandte, rührende Einfältigkeit des Empfindelns — was eine Anzahl wässeriger Poeten für das wesentlich Volksthümliche der Lyrik hält —, sondern jene realistisch künstlerische, rein dichterische, anschaulich bildmäßige Aussprache der Empfindung, wie sie in Martin Greif’s Gedichten vorherrscht, heißt und ist wahre Volksdichtung. […]
Die Form der Greif’schen Gedichte ist durchaus ungesucht und schlicht. Die Anschauungen des Dichters erscheinen dem Einfachen einfach, dem geistiger Begabten und tiefer Blickenden geistreich und voll Saft und Kraft. So muß auch der wahre Dichter sein und schreiben, daß seine Werke und Worte in Aller Herzen Widerhall finden. Die Verse fließen leicht und ohne Anstoß. Er kennt keine phrasenhaften und künstlichen Verwickelungen, sondern nur eine instinctive, angeborene Kraft, die wie im Traume schafft und unbewußt der Sprache und den Rhythmen gebietet und fast immer die dankbarste und passendste Form trifft.“

„Ich halte diesen Dichter sehr hoch; und gar Viele nennen ihn mit mir den bedeutendsten Lyriker seit Uhland. Die bewundernswerthe, vielsagende Kürze läßt ihn sogar häufig mit Goethe verglichen werden. Seine tiefgründende Stimmung, die den schwülen, faunischen Realismus der effekthaschenden Modernen vornehm ignoriert und verachtet, macht ihn mir besonders lieb. […] Greif ist in meinem Alter, unbeholfen wie ein Kind, verträumt und unpraktisch. Er ist, wo er einkehrt, der Schrecken der Kellner, da er die Gläser umstößt und die Speisen auf den Boden praktiziert; sein Äußeres hoffnungslose Prosa – die Zigarre zündet er natürlich am falschen Ende an – im Kaffeehaus trinkt er aus Versehen die Tassen seiner Nachbarn aus, wobei er Einen mit seinen treuen Augen so traurig anschauen kann, daß man ihm gut sein muß.“

„Martin Greif hat eine kleine, aber laute Gemeinde für sich, auf welche er stark zu wirken scheint. Es widerstrebt mir, ihre Freude zu stören; wer empfindet, hat schließlich immer recht. Ich kann es nur leider bei ihm nicht. Ich finde manchmal einen rein darstellenden Vers, werde aber meistens durch verbrauchte Worte, leere Sätze und die Härte der Verbindungen gleich wieder aus der Stimmung gerissen. Und gar mit seinen Dramen ergeht es mir wie Richard M. Meyer: ich kann an ‚solcher Dilettantenarbeit‘ höchstens ‚die löbliche Gesinnung schätzen‘. Ich sehe keine Gestalt, das Schicksal benimmt sich wie ein Zufall, und die Verse sind unerträglich. [...] Er hat aber dafür, was vielleicht mehr als Poesie gilt: eine ungemeine Kraft, zu begeistern. Er ist fast wie ein stotternder Redner, dem aber ein so heiliger Ernst aus den Augen schaut, daß wir seine Gesinnung unmittelbar fühlen. Dies führt ihm die Jugend zu, und mancher überlegene ‚Artist‘ mag ihn darum beneiden.“

„In seinen Gedichten treffen wir freie Rhytmen, unter ihnen den schönen Hymnus auf den unglücklichen Bayernkönig Ludwig II., an Schillers Form erinnernde Distichen („Feuerbestattung“) und scharfe Sinngedichte […]. Aber als ‚elementarer Lyriker‘ nimmt Martin Greif eine bedeutsame geschichtliche Stellung ein, indem er entgegen dem epigrammatischen Zuge, den Heines Nachahmer der deutschen Lyrik aufdrängten, die ungetrübte Empfindung vertritt, wie sie das echte Volkslied kennzeichnet.“

„Greifs Italienlyrik besitzt einen fast volksliedhaften Charakter, wozu die einfachen Reim- und Versstrukturen und die Klarheit der Sprache beitragen. Zudem offenbart sich die Naturlyrik als ein bisher kaum beachtetes Element seines schriftstellerischen Könnens. Italienische Szenerien zeigen sich dabei zumeist als Orte der Trauer, des Übersinnlichen und des Memento Mori.“

„Im liedhaften Stimmungsbild, ohne Pathos und ohne Sentimentalität, bot er seine besten Leistungen. Was er als Dichter erreichen wollte entsprach den Bildern seiner Malerfreunde Wilhelm Trübner, Karl Haider und Hans Thoma, die alle Portraits von Martin Greif angefertigt haben.“

„Greif ist, was seine Verse anbelangt, gleich neben Mörike zu stellen: seine Verse haben einen Klang, gleichsam aus der Seele geschöpft, wie wir ihn nur bei diesem Altmeister der poetischen Lyrik vorfinden. Es ist die hohe Kultiviertheit der Sprache, die den auf den ersten Blick bescheiden wirkenden Strophen etwas Ewiges verleiht. Wir müssen aber auch zugeben, dass von den etwa 1100 Versen [lies: Gedichten], die in dem im Jahr 1909 erschienenen „Buch der Lyrik“ zu finden sind, nur vielleicht der zehnte Teil heute noch bestehen kann. Gelegenheitsgedichte wie der „Lobgesang auf den Sieg von Sedan“ haben begreiflicherweise nur noch geschichtlichen Wert. Doch von den anderen Versen geht ein Zauber aus, der einen nicht mehr loslässt.“

## Werke

### Überblick

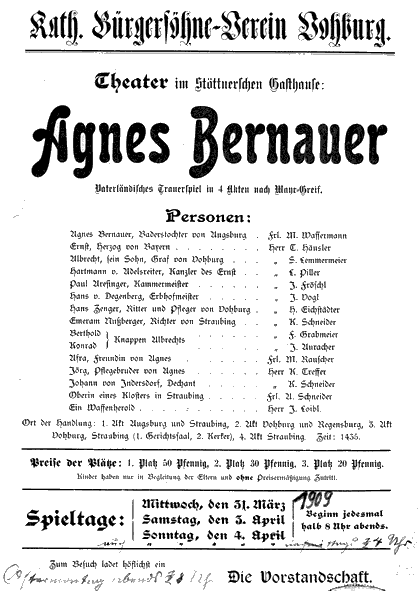
Ankündigung des Trauerspiels Agnes Bernauer in Vohburg a.d. Donau, jetzt Agnes-Bernauer-Festspiele

- Bertha und Ludwig. Trauerspiel in fünf Aufzügen (unter dem Namen Friedrich Hermann Frey). J. A. Finsterlin, München 1861 (Digitalisat bei archive.org)
- Die Schlacht von Leipzig. Eine epische Dichtung (unter dem Namen Friedrich Hermann Frey, auf der Titelseite mit dem Zusatz „Den Manen der in den Freiheitskämpfen Gefallenen“). E. A. Fleischmann’s Buchhandlung, München 1863 (Digitalisat bei Google Books)
- Frühlingssturmlieder (unter dem Namen Friedrich Hermann Frey, auf der Titelseite mit dem Zusatz „Voller Erlös für Schleswig-Holstein“). E. H. Gummi, München 1864 (Digitalisat bei Google Books)
- Hans Sachs. Dramatisches Gedicht in fünf Aufzügen (unter dem Namen Fr. Hermann Frey). J. A. Schlosser’s Buch- und Kunsthandlung, Augsburg 1866 (Digitalisat bei Google Books)
- Gedichte. Verlag der J. G. Cotta’schen Buchhandlung, Stuttgart 1868 (Digitalisat bei Google Books)
- Corfiz Ulfeldt, der Reichshofmeister von Dänemark. Trauerspiel in fünf Acten mit einem Vorspiel. Gärtner, Bamberg 1873  (Digitalisat bei archive.org)
- Walther’s Rückkehr in die Heimath. Festspiel. Wagner, Innsbruck 1874 (PDF der 2. Auflage, 260 kB, bereitgestellt von der Johann Wolfgang Goethe-Universität Frankfurt am Main)
- Deutsche Gedenkblätter. Metzler, Stuttgart 1875 (Digitalisat auf den Seiten der BSB)
- Nero. Trauerspiel in fünf Acten. Verlag der Wallishausser´schen Buchhandlung, Wien 1877 (Digitalisat bei archive.org)
- Marino Falieri, oder: Die Verschwörung des Dogen zu Venedig. Trauerspiel in 5 Acten. Verlag der Wallishausser´schen Buchhandlung, Wien 1879 (Digitalisat bei archive.org)
- Prinz Eugen. Vaterländisches Schauspiel in 5 Acten. Verlag von Theodor Kay, Kassel 1880 (Digitalisat bei archive.org)
  - 6., verbesserte Auflage in J. A. Amelangs Verlag, Leipzig 1912 (Digitalisat bei archive.org)
- Francesca da Rimini. Tragödie in fünf Akten. Deutsche Verlags-Anstalt, Stuttgart etc. 1892 (Digitalisat bei Google Books)
- Agnes Bernauer, der Engel von Augsburg. Vaterländisches Trauerspiel. Leipzig 1894 (Digitalisat innerhalb der Werkausgabe von 1896 bei archive.org)
- General York. Vaterländisches Schauspiel in fünf Akten. J. A. Amelangs Verlag, Leipzig 1902 (Digitalisat bei archive.org)
- Conradin, aufgeführt im Kaiserjubiläums-Stadttheater in Wien am 3. März 1902
- Neue Lieder und Mären. J. A. Amelangs Verlag, Leipzig 1902 (Digitalisat bei archive.org)

### Werkausgabe
- Gesammelte Werke. Amelang, Leipzig 1895/96
  - 1. Band: Gedichte (Digitalisat der 6., reich vermehrten Auflage bei archive.org)
  - 2. Band: Dramen. 1. Teil (Digitalisat bei archive.org)
  - 3. Band: Dramen. 2. Teil (Digitalisat bei archive.org)